# Tantilla yaquia
Tantilla yaquia – gatunek północnoamerykańskiego węża z rodziny połozowatych (Colubridae).

## Systematyka
Węże te zalicza się do rodziny połozowatych, do której zaliczano je od dawna. Starsze źródła również umieszczają Tantilla w tej samej rodzinie Colubridae, używając jednak dawniejszej polskojęzycznej nazwy: wężowate albo węże właściwe. Poza tym Colubridae zaliczają do infrapodrzędu Caenophidia, czyli węży wyższych. W obrębie rodziny rodzaj Tantilla należy natomiast do podrodziny Colubrinae.

## Rozmieszczenie geograficzne
Tantilla yaquia występuje w Meksyku i południowo-zachodnich Stanach Zjednoczonych Ameryki. W pierwszym z wymienionych krajów jej obecność odnotowały stany Sinaloa, Sonora (na wschodzie), Chihuahua (na samym zachodzie stanu), na terenie USA widuje się go tylko w Arizonie (na południowym wschodzie) oraz w Nowym Meksyku (na stokach gór Guadalupe czy Peloncillo). Podano liczne miejsca, w których natknięto się na tego przedstawiciela zauropsydów. Jednak biorąc pod uwagę jego skryty tryb życia, prawdopodobnie występuje on jeszcze szerzej, niż się obecnie podaje.
Tereny, na których żyje ten połozowaty, leżą na wysokości nie przekraczającej 1680 m n.p.m.

## Zagrożenia i ochrona
Nie wiadomo, ile sztuk liczy sobie populacja tego gatunku. Liczba dorosłych osobników musi jednak przekraczać 10 000. Wszystko wskazuje na to, że utrzymuje się ona na stałym poziomie. Obecnie nie ma dla niej żadnych poważnych zagrożeń, a kilka doniesień potwierdza obecność zwierzęcia na terenach objętych ochroną.